# Tracy Austin
Tracy Austin (* 12. Dezember 1962 in Palos Verdes, Kalifornien) ist eine ehemalige US-amerikanische Tennisspielerin.
Tracy Austin galt wie ihre Landsfrau Andrea Jaeger als „Wunderkind“ und kommender Star im Tennissport. Mit 16 Jahren gewann sie 1979 bereits die US Open, was ihr 1981 noch einmal gelang. Außerdem gewann sie 1980 die WTA Championships und den Titel im Mixed in Wimbledon. Vom 7. bis zum 20. April 1980 sowie vom 7. Juli bis zum 17. November 1980 übernahm sie auch kurzfristig die Führung in der Weltrangliste.
Doch ihre Karriere war aufgrund von zahlreichen Verletzungen nur von kurzer Dauer. Anhaltende gesundheitliche Probleme zwangen die Amerikanerin 1983 mit noch nicht einmal 21 Jahren zum Rücktritt.
Austin wurde als bislang jüngste Spielerin 1992 in die International Tennis Hall of Fame aufgenommen.
Von ihren 14 Partien für das amerikanische Fed-Cup-Team zwischen 1978 und 1980 hat sie eine einzige verloren, und zwar 1978 in Melbourne gegen Kerry Reid in der Begegnung mit Australien.

## Karriere
Als Juniorin gewann Austin 21 Jahrgangsmeisterschaften, darunter auch im Alter von zehn Jahren den amerikanischen Meistertitel der 12-Jährigen. 1977 gewann sie im Alter von 14 Jahren und 28 Tagen als bisher jüngste Spielerin in Portland (Oregon) ein WTA-Turnier. Im selben Jahr gab sie ihr Debüt in Wimbledon und erreichte zwei Monate später bei den US Open das Viertelfinale.
1979 wurde Austin mit 16 Jahren und neun Monaten bis dato jüngste US-Open-Siegerin. Mit 6:4 und 6:3 besiegte sie im Finale Chris Evert, die das Turnier schon viermal in Folge gewonnen hatte. Im selben Jahr beendete Austin im Halbfinale der Italian Open Everts Serie von 125 aufeinander folgenden Siegen auf Sand.
1980 gewann Austin an der Seite ihres Bruders John Austin in Wimbledon den Titel im gemischten Doppel und sie erreichte wie im Vorjahr das Halbfinale im Einzel. Im April des Jahres übernahm sie als zu diesem Zeitpunkt jüngste Spielerin die Führung in der Weltrangliste und verdrängte Chris Evert und Martina Navrátilová, die sich sechs Jahre lang auf den ersten beiden Plätzen abgewechselt hatten.
1981 konnte Austin als 18-Jährige erneut die US Open gewinnen. Sie schlug Martina Navratilova mit 1:6, 7:64 und 7:61. Wie zwei Jahre zuvor wurde sie dafür von Associated Press als Sportlerin des Jahres ausgezeichnet.
Nach dieser erfolgreichen Periode machten sich ihre Rückenprobleme immer stärker bemerkbar, ihre Beweglichkeit auf dem Platz war stark eingeschränkt. Und dennoch gewann Austin 1982 in San Diego ihren 29. Titel auf der WTA Tour.
In der ersten Runde des Turniers in Filderstadt traf das einstige Wunderkind 1982 auf ein anderes Talent, dem eine große Zukunft vorausgesagt wurde. Gegnerin dort war die 13 Jahre alte Steffi Graf, die ihr erstes Spiel auf der Profitour bestritt. Die Amerikanerin, die in zwei Sätzen siegte, sagte auf der anschließenden Pressekonferenz, dass es in Amerika hunderte junger Mädchen von Grafs Spielstärke gebe. Graf reagierte darauf mit der Bemerkung „In drei Jahren schlage ich Dich.“
1983 musste eine ausgebrannte Austin ihren Rücktritt bekanntgeben. Sie war gerade mal 20 Jahre alt. Ihr und Andrea Jaegers frühes Karriereende veranlasste die WTA, Beschränkungen für junge Spielerinnen hinsichtlich der Anzahl an Turnieren einzuführen.
Danach wurde es ruhig um den ehemaligen Star.
Im Laufe des Jahres 1989 meldeten Medien, dass Austin einen schweren Autounfall nur knapp überlebt habe.
1993 und 1994 versuchte sie ein Comeback, der Anschluss an die Weltspitze wollte jedoch nicht mehr gelingen. In einer ihrer letzten Partien traf sie noch einmal auf Steffi Graf. Graf gewann mit 6:0 und 6:0.
Nach ihrem endgültigen Rücktritt war Austin noch gelegentlich für amerikanische Fernsehsender als Kommentatorin von Sportveranstaltungen tätig, so etwa 2006 bei den Australian Open.
In seinem Essay „How Tracy Austin Broke My Heart“ von 1992 (deutsch: „Wie Tracy Austin mir das Herz brach“) entwickelt David Foster Wallace aus seiner Enttäuschung über die seiner Meinung nach völlig nichtssagende, langweilige Autobiografie (Beyond Center Court) dieser hochtalentierten und früh tragisch an ihrer Gesundheit gescheiterten Sportlerin die These, dass sportliche Naturtalente über ihre Tätigkeit eben nicht nachdenken müssten, aber deshalb auch nicht sinnvoll über sie berichten könnten.

## Persönliches
Austin heiratete Scott Holt und nahm dessen Namen an. Sie hat drei Kinder, von denen Brandon ebenfalls Tennisspieler ist. Ihre Geschwister John Austin, mit dem sie im Doppel antrat, Pam Austin und Jeff Austin waren auch Tennisprofis, aber deutlich weniger erfolgreich als sie.

## Turniersiege

### Einzel
| Nr. | Datum              | Turnier            | Kategorie                      | Belag             | Finalgegnerin       | Ergebnis              |
| --- | ------------------ | ------------------ | ------------------------------ | ----------------- | ------------------- | --------------------- |
| 1.  | Januar 1977        | Portland           | WTA                            | Hartplatz (Halle) | Stacy Margolin      | 6:7, 6:3, 4:1 Aufgabe |
| 2.  | 29. Oktober 1978   | Filderstadt        | WTA Colgate Series             | Teppich (Halle)   | Betty Stöve         | 6:3, 6:3              |
| 3.  | November 1978      | Tokio              | WTA                            | Hartplatz (Halle) | Martina Navratilova | 6:1, 6:1              |
| 4.  | 7. Januar 1979     | Washington         | WTA Avon Championships Circuit | Teppich (Halle)   | Martina Navratilova | 6:3, 6:2              |
| 5.  | 15. April 1979     | Hilton Head Island | WTA Colgate Series             | Sand              | Kerry Reid          | 7:63, 7:67            |
| 6.  | 13. Mai 1979       | Rom                | WTA Colgate Series             | Sand              | Sylvia Hanika       | 6:4, 1:6, 6:3         |
| 7.  | 5. August 1979     | San Diego          | WTA Colgate Series             | Hartplatz         | Martina Navratilova | 6:4, 6:2              |
| 8.  | September 1979     | US Open            | Grand Slam                     | Hartplatz         | Chris Evert-Lloyd   | 6:4, 6:3              |
| 9.  | 11. November 1979  | Filderstadt        | WTA Colgate Series             | Teppich (Halle)   | Martina Navratilova | 6:2, 6:0              |
| 10. | Dezember 1979      | Tokio              | WTA                            | Hartplatz (Halle) | Martina Navratilova | 6:2, 6:1              |
| 11. | 13. Januar 1980    | Cincinnati         | WTA Avon Championships Circuit | Teppich (Halle)   | Chris Evert-Lloyd   | 6:2, 6:1              |
| 12. | 3. Februar 1980    | Seattle            | WTA Avon Championships Circuit | Teppich (Halle)   | Virginia Wade       | 6:2, 7:6              |
| 13. | 16. März 1980      | Boston             | WTA Avon Championships Circuit | Teppich (Halle)   | Virginia Wade       | 6:2, 6:1              |
| 14. | 23. März 1980      | New York City      | WTA Tour Championships         | Teppich (Halle)   | Martina Navratilova | 6:2, 2:6, 6:2         |
| 15. | April 1980         | Carlsbad           | WTA                            | Hartplatz         | Martina Navratilova | 7:5, 6:2              |
| 16. | 13. April 1980     | Hilton Head Island | WTA Colgate Series             | Sand              | Regina Maršíková    | 3:6, 6:1, 6:0         |
| 17. | 21. Juni 1980      | Eastbourne         | WTA Colgate Series             | Rasen             | Wendy Turnbull      | 7:6, 6:2              |
| 18. | 3. August 1980     | San Diego          | WTA Colgate Series             | Hartplatz         | Wendy Turnbull      | 6:1, 6:3              |
| 19. | 5. Oktober 1980    | Minneapolis        | WTA Colgate Series             | Teppich (Halle)   | Martina Navratilova | 6:1, 2:6, 6:2         |
| 20. | 16. November 1980  | Filderstadt        | WTA Colgate Series             | Teppich (Halle)   | Sherry Acker        | 6:2, 7:5              |
| 21. | 21. Dezember 1980  | Tucson             | WTA Colgate Series             | Teppich (Halle)   | Peanut Louie        | 6:2, 6:0              |
| 22. | 12. Januar 1981    | Landover           | WTA Tour Championships         | Teppich (Halle)   | Andrea Jaeger       | 6:2, 6:2              |
| 23. | 21. Juni 1981      | Eastbourne         | WTA Toyota Series              | Rasen             | Andrea Jaeger       | 6:3, 6:4              |
| 24. | 2. August 1981     | San Diego          | WTA Toyota Series              | Hartplatz         | Pam Shriver         | 6:2, 5:7, 6:2         |
| 25. | 22. August 1981    | Toronto            | WTA Toyota Series              | Hartplatz         | Chris Evert-Lloyd   | 6:1, 6:4              |
| 26. | September 1981     | US Open            | Grand Slam                     | Hartplatz         | Martina Navratilova | 1:6, 7:6, 7:6         |
| 27. | 27. September 1981 | Atlanta            | WTA Toyota Series              | Hartplatz         | Mary-Lou Piatek     | 4:6, 6:3, 6:3         |
| 28. | 1. November 1981   | Filderstadt        | WTA Toyota Series              | Teppich (Halle)   | Martina Navratilova | 4:6, 6:3, 6:4         |
| 29. | 20. Dezember 1981  | East Rutherford    | WTA Tour Championships         | Teppich (Halle)   | Martina Navratilova | 2:6, 6:4, 6:2         |
| 30. | 1. August 1982     | San Diego          | WTA Toyota Series              | Hartplatz         | Kathy Rinaldi       | 7:6, 6:3              |